# Saleni Armstrong-Hopkins
Saleni Armstrong-Hopkins, rozená Saleni Armstrong (21. ledna 1855 London – ?) a někdy nazývaná Salini Armstrong-Hopkins, byla americká lékařka, lékařská misionářka a spisovatelka.

## Životopis
Saleni Armstrong se narodila ve městě London v provincii Ontario v Kanadě jako dcera Williama Leonarda Armstronga a Elizabeth Summers Armstrong. Její otec byl vojákem Unie a zastával pozici vojenského chirurga během americké války za nezávislost. Saleni byla vychovávána v Michiganu a v Nebrasce.
Rok navštěvovala Severozápadní univerzitu a v roce 1885 promovala na Ženské lékařské fakultě v Pensylvánii s praxí v gynekologii a porodnictví z Charitativní nemocnice ve Filadelfii. Také studovala v Ústavu přednesu a jazyků v Mount Vernon.

### Kariéra
Jako mladá lékařka založila a provozovala sirotčinec v Platte County v Nebrasce. V roce 1886 se jako svobodná žena stala lékařskou misionářkou v Indii, kde sloužila se svou sestrou Williminou L. Armstrong a později se svým manželem, metodistickým duchovním Georgem Armstrongem-Hopkinsem. V letech 1887–1889 založila a řídila nemocnici a výukový kurz pro zdravotní sestry v Khetwadi. Od roku 1889 do roku 1893 byla hlavní lékařkou v Nemocnici Lady Atchinson v Láhauru a v nemocnici v Hajdarábádu. Od roku 1893 do roku 1895 pracovala v nemocnici v Omaze. Sponzorovala několik indických studentů, aby mohli studovat na univerzitě ve Spojených státech. V roce 1912 odjeli manželé Armstrong-Hopkinsonovi do Bombaje. Po manželově smrti v roce 1918 misionářskou činnost opustila.
V roce 1899 podala žalobu na svého nadřízeného, metodistického biskupa Jamese Millse Thoburna za pomluvu. Za urážku na cti ho znovu žalovala v roce 1907, spor vyhrála a jako odškodnění získala 500 dolarů. Thoburn tvrdil že Saleni rozhazuje peníze za šaty, punčochy, boty a klobouky pro své indické pacientky. Od roku 1894 měla lékařskou licenci v Nebrasce. Žádost o licenci ve Washingtonu, D.C. jí byla v roce 1903 zamítnuta, když místní výbor výše postavených lékařů zpochybnil její lékařskou legitimitu a požádal ji, aby se podrobila zkoušce.
Její literární tvorba zahrnuje díla Within the Purdah (1898), Fruit of Suffering (kniha básní), Pork and Mustard, a Khetwadi Castle (1900). O svých zkušenostech z Indie přednášela ženským spolkům při setkávání v kostele.

## Osobní život
V roce 1893 si vzala George Franklina Hopkinse (1855–1918), který byl již jednou ženatý. Oba po svatbě užívali příjmení Armstrong-Hopkins. Oficiální změna na společné příjmení se v roce 1905 dostala do hlavních titulků novin. V roce 1926 byla na seznamu „ztracených absolventek” Ženské lékařské fakulty v Pensylvánii, protože spolek absolventek ztratil její adresu. Její mladší sestra WIllimina Leonora Armstrong, později známá pod jménem Zamin Ki Dost byla lékařkou, spisovatelkou a lektorkou východního mysticismu v Los Angeles.